# Shine a Light (singolo Bryan Adams)
Shine a Light è un singolo di Bryan Adams, pubblicato il 17 gennaio 2019 come primo estratto dal quattordicesimo album in studio, di cui è la title track dell'omonimo album, è stata co-scritta insieme a Ed Sheeran.

## Informazioni sulla canzone
Adams ha iniziato a scrivere Shine a Light nell'estate del 2018, dopo che entrambi i suoi genitori sono stati ricoverati in ospedale. Durante qual periodo Adams era preoccupato di perdere entrambi i genitori, perse il padre, la madre è sopravvissuta, voleva dedicare a loro la canzone, e poi ha dichiarato che la canzone non deve necessariamente riguardare i suoi genitori. Il significato della canzone è una riflessione ottimista ed edificante della vita, tratta dell'importanza di non dimenticare mai da dove si viene, e l'importantanza di rimanere sempre umili e ricordare le persone e le cose che durante il percorso della vita ti hanno aiutato. Il brano è stato scritto dallo stesso Adams e dal cantautore britannico Ed Sheeran. Adams era in tournée in Irlanda per promuovere l'album Ultimate, l'incontro casuale con Ed Sheeran è avvenuto nel retroscena di un concerto a Dublino nel 2018. Sono rimasti in contatto e un giorno Adams ha inviato il ritornello di "Shine a Light" e ha chiesto se era interessato a completare la canzone. Sheeran ha accettato e hanno scritto la canzone insieme via posta elettronica.
"I got a couple of verses back a few days later, and man you should hear him sing it!”»
(Bryan Adams)
Ed Sheeran, nel celebrare il lancio dell'album Shine a Light, ha cantato un breve pezzo della canzone in versione acustica, della quale è coautore, sui propri canali social network.

## Video musicale
Il video è stato girato a New York ed è stato diretto da Bryan Adams.

## Tracce
Testi e musiche di Bryan Adams e Ed Sheeran.
1. Shine a Light – 3:26

## Formazione
- Bryan Adams — voce, chitarra acustica, chitarra elettrica, basso, percussioni e cori
- Mickey Curry — batteria

### Personale tecnico
- Bryan Adams — produttore
- Mark Stent — missaggio
- Hayden Watson — ingegneria del suono
- Matt Harvey — Ingegnere del suono
- Derik Lee — programmatore presso Power Station Studios

## Classifiche
| Classifica (2019) | Posizione massima |
| ----------------- | ----------------- |
| Canada            | 14                |
| Regno Unito       | 63                |